# Семчик Віталій Іванович
Семчик Віталій Іванович (19 липня 1927, с. Байківка, тепер Калинівського р-ну Вінницької обл.  — 9 грудня 2014, Київ) — український правознавець, доктор юридичних наук (1986), професор (1997), чл.-кореспондент НАН України з 1992, академік АПрНУ з 1993.

Закінчив юридичний факультет Київського університету (1959).

З 1963 р. народний суддя, з 1974 р.— голова Фастівського міського суду.

З 1975 р. працює в Інституті держави і права ім. В. М. Корецького НАН України.